# Gavin Millar
Pour les articles homonymes, voir Millar.
Gavin Millar est un réalisateur, acteur et scénariste britannique, né le 11 janvier 1938 à Clydebank (Royaume-Uni) et mort le 20 avril 2022.

## Filmographie

### comme réalisateur
- 1970 : The Eye Hears, the Ear Sees
- 1980 : Cream in My Coffee (TV)
- 1983 : The Weather in the Streets (TV)
- 1983 : Secrets
- 1984 : Unfair Exchanges (TV)
- 1985 : Mr. and Mrs. Edgehill (TV)
- 1985 : The Russian Soldier (TV)
- 1985 : Dreamchild
- 1987 : Scoop (TV)
- 1988 : The Most Dangerous Man in the World
- 1988 : Tidy Endings (TV)
- 1989 : Danny, le champion du monde
- 1991 : A Murder of Quality (TV)
- 1992 : Look at It This Way (feuilleton TV)
- 1994 : The Dwelling Place (TV)
- 1994 : Pat and Margaret (TV)
- 1995 : Belle Époque (feuilleton TV)
- 1996 : The Crow Road (feuilleton TV)
- 1996 : A Case of Coincidence (TV)
- 1997 : Sex & Chocolate (TV)
- 1998 : This Could Be the Last Time (TV)
- 2000 : Complicity
- 2000 : My Fragile Heart (TV)
- 2002 : Cruelle beauté (Confessions of an Ugly Stepsister) (TV)
- 2002 : Ella and the Mothers (TV)
- 2003 : The Last Detective (série TV)
- 2004 : King of Fridges (TV)
- 2006 : Pickles: The Dog Who Won the World Cup (TV)
- 2009 : Albert Schweitzer

### comme acteur
- 1995 : Les Drôles de Blackpool (Funny Bones) : Steve Campbell

### comme scénariste
- 1970 : The Eye Hears, the Ear Sees